# متحدين نقف متفرقين نسقط

ختم ولاية كنتاكي

متحدين نقف متفرقين نسقط :
(بالإنجليزية: "United we stand, divided we fall") وهي العبارة تستخدم كشعار، لعديد الأمم والدول وحتي الأغاني. والمفهوم الأساسي من العبارة هو أن ما لم يكن الناس متحدين، فإنهم سيهزمون. وغالبا ما تستعمل بشكل مختصر متحدين نقف.

## المصدر التاريخي
تنسب الجملة إلي قصة اغريقية قديمة لإيسوب، ذكرت بصورة مباشرة في قصة أسد وأربعة ثيران وبشكل غير مباشر في قصة رزمة من العصي.

## الولايات المتحدة الأمريكية
منذ 1945، تستخدم العبارة كشعار رسمي غير لاتيني لولاية كنتاكي، كما تظهر العبارة علي علم ولاية ميزوري حول الوسطي.